# Fonds régional d'art contemporain d'Alsace
Le Fonds régional d'art contemporain de la région Alsace, plus couramment appelé FRAC Alsace est un fonds régional d’art contemporain crée en 1982 et situé à Sélestat, dans la collectivité européenne d’Alsace.

## Présentation
Créé en 1982 dans le contexte de la décentralisation comme les autres fonds régionaux d’art contemporain, à l’initiative du ministère de la culture en partenariat avec la Région Alsace, le FRAC Alsace est installé à Sélestat, ville dont le futur maire, Gilbert Estève, était alors chef de cabinet de Jack Lang.
Le choix d’établir le FRAC au centre du territoire alsacien est à la fois symbolique pour une institution régionale, mais aussi pragmatique, s’agissant de la diffusion de ses œuvres. Il a été favorisé par l’implantation préalable, dès 1976, de l’Agence culturelle d’Alsace. Déjà dépositaire d’un fonds photographique, l’agence a ainsi accueilli la création du FRAC Alsace, qui est resté en son sein jusqu’en 2018 . La situation de Sélestat, entre Mulhouse et Strasbourg, non loin de Bâle en Suisse et de Fribourg-en-Brisgau en Allemagne, lui permet de s’inscrire dans un contexte transfrontalier et international.
Le FRAC Alsace occupe des espaces dans un bâtiment construit sur le site des anciens abattoirs de la ville par François Kieffer, Pierre Kimmenauer et Ante Josip Von Kostelac et inauguré en 1995 . Son lieu d’exposition, grande halle vitrée faisant face à la ville, est à proximité de ses réserves.
Le FRAC Alsace organise chaque année des expositions in situ et hors ses murs. Elles sont accompagnées d’une programmation culturelle et de propositions pédagogiques. Environ un tiers de la collection est ainsi présenté dans différents lieux, principalement en Alsace, sous forme de prêts, de projets d'exposition et de partenariats. Le FRAC Alsace accompagne également des résidences d’artistes dans la région ou à l’international.
Depuis 2000, le jardin du FRAC Alsace est confié à des artistes pour des projets pluriannuels (10 ans). Après Jean-Luc Brisson, Michel Aubry et Sébastien Argant puis Bertrand Lavier, Nicolas Boulard a converti ce jardin en clos viticole. En 2021, c’est le projet Schatz & Jardin, une création participative des Suisses Gerda Steiner et Jörg Lenzlinger qui prendra place dans le clos du FRAC.
La collection du FRAC Alsace est riche de plus de 1 000 œuvres qui ont été créées par environ 600 artistes.
Les différents projets artistiques développés par les directeurs successifs ont tour à tour interrogé les territoires, les paysages, les identités, pour actuellement questionner la thématique « Natures ».
Il est intéressant de remarquer l’évolution des styles et des médiums, par décennie. La figuration et l’abstraction picturales cèdent progressivement et en partie la place à l’installation puis à la vidéo et à la photographie qui est le médium le plus représenté dans la collection du FRAC Alsace.
Le statut de l’image, sa possible manipulation, sa relation à la fiction ou au documentaire, représentent une autre caractéristique de la collection qui s’intéresse à la scène artistique française et du Grand Est mais aussi, étant donné la situation géographique de l’Alsace, à la scène artistique suisse et allemande.
Le FRAC Alsace conserve également, au sein de sa collection, des œuvres aujourd’hui considérées de qualité muséale et créées par des artistes de renommée internationale, tels :
- Aurélie Nemours
- Olivier Debré
- Mario Merz
- Gilberto Zorio
- Panamarenko
- Jean Dubuffet
- Henri Michaux
- Gérard Fromanger
- Bernard Rancillac

La diversité des œuvres acquises, l’évolution du fonds et son enrichissement constant révèlent le caractère prospectif des politiques d'acquisition du FRAC Alsace.
Présidé par Pascal Mangin de 2012 à 2021, également président de la commission Culture de la Région Grand Est, le FRAC Alsace est aujourd'hui dirigé par Felizitas Diering. Son projet artistique et culturel Natures se propose de souligner et d’étudier les relations entre l’art et son écosystème et de questionner la création contemporaine sur son territoire.
Dans le Grand Est, le FRAC Alsace collabore avec 49 Nord 6 Est - FRAC Lorraine et le FRAC Champagne-Ardenne, cherchant ainsi à ouvrir de nouvelles perspectives et axes de réflexions sur les notions de territoire et de médiation. La position géographique stratégique de ces trois FRAC leur permet de développer des projets transfrontaliers et internationaux et, forts de leur expertise, d’ouvrir un débat sur les enjeux d’une collection contemporaine au XXIe siècle.

## Financement
Les activités du FRAC Alsace sont financées par le Ministère de la culture - DRAC Grand Est, la Région Grand Est, et soutenues par l'Académie de Strasbourg.

## Réseau
Le FRAC Alsace travaille en réseau avec les structures suivantes : les 3 FRAC du Grand Est - PLATFORM - Videomuseum - Pôle arts visuels Grand Est.

## Autres artistes présents dans la collection
Classement par ordre alphabétique du patronyme :
- Marc Bauer
- Jean-Gabriel Coignet
- Edith Dekyndt
- Joan Fontcuberta
- Lionel Godart
- Didier Marcel
- Mathieu Mercier
- Ulrich Rückriem
- Sarkis
- Scenocosme : Grégory Lasserre et Anaïs met den Ancxt
- Jean-Luc Verna
- Clemens von Wedemeyer
- Raphaël Zarka

La liste complète des artistes dont le FRAC Alsace a fait l'acquisition d'une ou plusieurs œuvres se consulte dans la base de données publique Navigart du Réseau des collections publiques d’art moderne et contemporain Videomuseum .

## Liste des directeurs et directrices
- 1984 - 1988 : Évelyne Schmitt-Marchal
- 1989 - 1990 : Gabrielle Kwiatkowski
- 1991 - 1998 : Dimitri Konstantinidis
- 1999 - 2005 : Pascal Neveux
- 2006 - 2016 : Olivier Grasser
- 2017 - 2021 : Felizitas Diering [5] avec Catherine Mueller en intérim (août 2020 - septembre 2021)